# Miran Cizelj
Miran Cizelj, slovenski športnik in partizan, * 8. maj 1915, Gradec, † 18. januar 1944, Spodnje Vetrno .
Cizelj je pred 2. svetovno vojno telovadil pri Sokolu, bil plavalec, nogometaš, alpinist, nasilec znaka zlati C v jadralnem letenju in odličen smučar, med drugim je postal prvak Jugoslavije v smuku (1939), državni reprezentant v odbojki in skokih v vodo. V Julijskih Alpah je preplezal več prvenstvenih smeri. Po nemški okupaciji se je 1944 vrnil iz Beograda v Maribor in se zaposlil na železnici. Nemci so ga premestili na delo v Nemčijo, od koder je pobegnil in se čez Maribor zatekel na Gorenjsko, kjer je najprej deloval kot ilegalec, pozneje pa se je priključil partizanom in postal zvezni oficir v Gorenjskem odredu. Januarja 1944 so ga na kmetiji v Spodnjem Vetrnu pod Storžičem obkolili Nemci. Da jim ne bi padel živ v roke, se je sam ustrelil.
Po njem je poimenovana Cizljeva ulica v Mariboru, ki so jo odprli leta 1968 v četrti Brezje, ter Cizljeva plaketa, ki jo podeljuje Mestna občina Maribor za športne dosežke.
Nad Gozdom Martuljkom je postavljen tudi njegov spomenik. 